# Kanton Couhé
Der Kanton Couhé war bis 2015 ein französischer Wahlkreis im Arrondissement Montmorillon, im Département Vienne und in der Region Poitou-Charentes; sein Hauptort war Couhé. Vertreter im Generalrat des Départements war zuletzt von 1992 bis 2015 André Sénécheau (DVD).
Der Kanton Couhé war 223,15 km² groß und hatte 7.162 Einwohner (Stand: 1999), was einer Bevölkerungsdichte von rund 32 Einwohnern pro km² entsprach. Er lag im Mittel 129 Meter über Normalnull. Sein niedrigster (92 m) und sein höchster Punkt (157 m) liegen jeweils in Anché.

## Gemeinden
Der Kanton bestand aus zehn Gemeinden:
| Gemeinde       | Einwohner Jahr | Fläche km² | Bevölkerungsdichte | Code INSEE | Postleitzahl |
| -------------- | -------------- | ---------- | ------------------ | ---------- | ------------ |
| Anché          | 352 (2013)     | 16,23      | 22 Einw./km²       | 86003      | 86700        |
| Brux           | 735 (2013)     | 35,91      | 20 Einw./km²       | 86039      | 86510        |
| Ceaux-en-Couhé | 519 (2013)     | 16,22      | 32 Einw./km²       | 86043      | 86700        |
| Châtillon      | 244 (2013)     | 5,92       | 41 Einw./km²       | 86067      | 86700        |
| Chaunay        | 1.174 (2013)   | 38,64      | 30 Einw./km²       | 86068      | 86510        |
| Couhé          | 1.812 (2013)   | 9,11       | 199 Einw./km²      | 86082      | 86700        |
| Payré          | 1.015 (2013)   | 26,13      | 39 Einw./km²       | 86188      | 86700        |
| Romagne        | 844 (2013)     | 40,84      | 21 Einw./km²       | 86211      | 86700        |
| Vaux           | 781 (2013)     | 25,84      | 30 Einw./km²       | 86278      | 86700        |
| Voulon         | 436 (2013)     | 8,31       | 52 Einw./km²       | 86296      | 86700        |